# 阿道弗·鲁伊斯·科尔蒂内斯
阿道弗·托马斯·鲁伊斯·科尔蒂内斯（西班牙語：Adolfo Tomás Ruiz Cortines，西班牙語發音：[aˈðolfo ˈrwis koɾˈtines] ⓘ；1889年12月30日—1973年12月3日），是墨西哥总统，执政期间让墨西哥国内的妇女拥有了投票权，同时出台政策大力发展墨西哥的经济。